# دانييل زاغوراك
دانييل زاغوراك (بالكرواتية: Danijel Zagorac)‏ هو لاعب كرة قدم كرواتي في مركز حراسة المرمى، ولد في 7 فبراير 1987 في Drniš ‏ في كرواتيا. لعب مع دينامو زغرب ونادي رادنيتشكي سبليت.

## وصلات خارجية
- دانييل زاغوراك على موقع الاتحاد الأوربي (الإنجليزية)
- دانييل زاغوراك على موقع Soccerway.com (الإنجليزية)
- دانييل زاغوراك على موقع عالم كرة القدم.نت (الإنجليزية)